# Trayu (Banyudono)
Trayu is een bestuurslaag in het regentschap Boyolali van de provincie Midden-Java, Indonesië. Trayu telt 2305 inwoners (volkstelling 2010).